# Ischnocampa perirrorata
Ischnocampa perirrorata là một loài bướm đêm thuộc phân họ Arctiinae, họ Erebidae.